# Oyster Yachts
Oyster Yachts (ehemals Oyster Marine) ist eine britische Luxus-Segelbootmarke. Die Firma wurde 1973 gegründet und hat ihren Sitz in Southampton. Weitere wichtige Firmenstandorte sind Wroxham und Ipswich.
Oyster Yachts wurde ab 1980 bekannt durch das Konzept der Decksaloonyachten, heute ein wichtiges Designmerkmal der diversen Bootsmodelle. 2015 stand die Firma kurz vor der Liquidation, weil durch einen schweren Konstruktionsfehler eine ihrer Yachten den Kiel verloren hatte und gesunken war.

## Geschichte

### Gründung

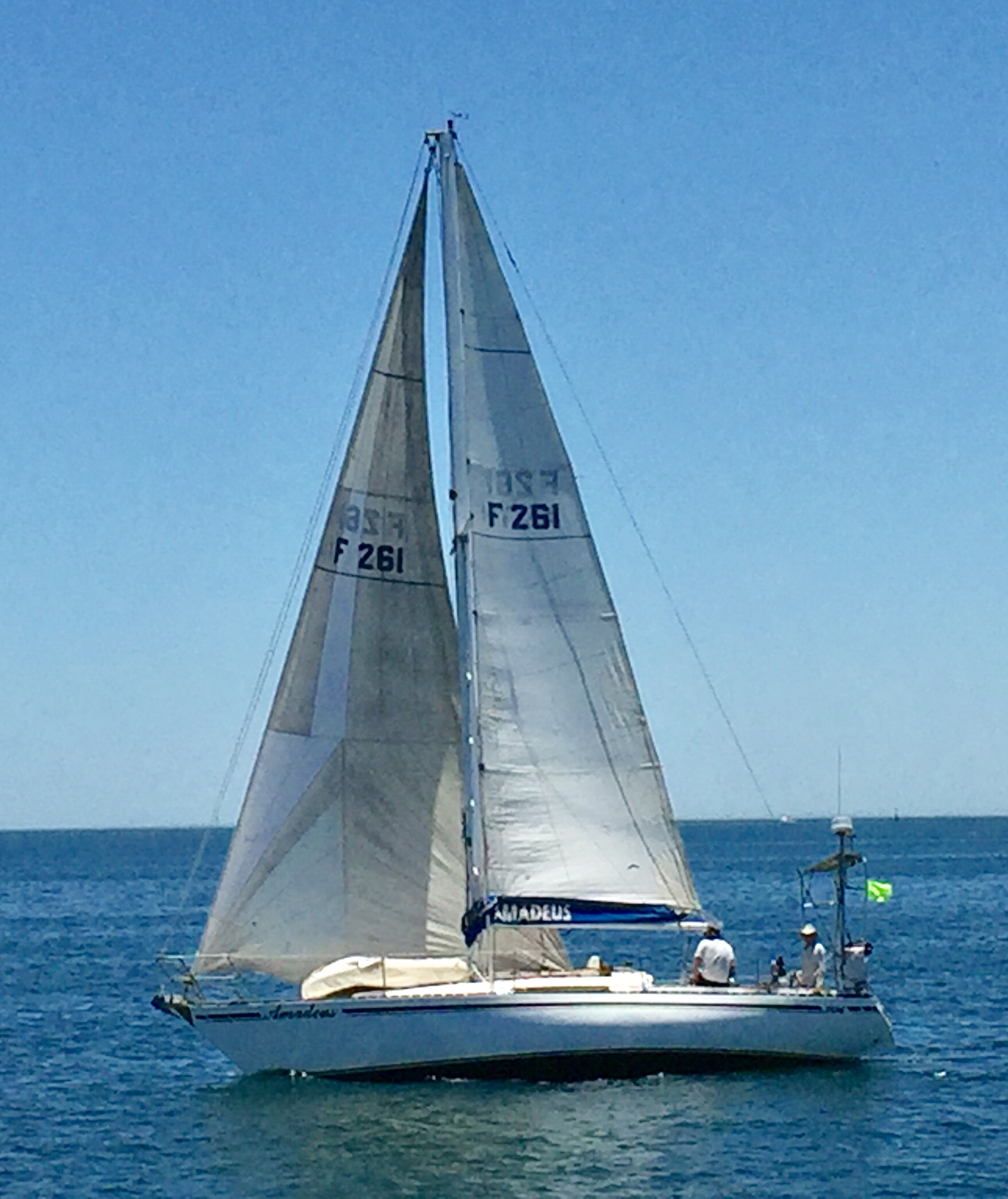
Eine UFO 34

Richard Matthews gründete 1973 Oyster Marine und ließ als erstes den 32-Fuß-Prototypen Unidentified Flying Object für sich bauen, der von den britischen Architekten Holman und Pye gezeichnet worden war.
Das Design stellte sich als sehr erfolgreich heraus, denn sie gewann den de Mass Cup des Royal Yacht Squadron in Cowes im Jahr 1974. Aus dem Entwurf wurde mit der UFO 34 das erste von Oyster Marine verkaufte Segelbootsmodell.

### Modelle
1978 brachte Oyster Marine ein 46-Fuß-Modell auf den Markt, das von Kim Holman & Donald Pye gezeichnet wurde. Die Yacht hatte als erstes einen Deckssaloon, ein Element das heute zu den Markenzeichen von Oyster gehört. Deckssaloonyachten haben einen gedeckten und erhöhten Wohnbereich, der einen guten Rundumblick bei gleichzeitigem Schutz vor dem Wetter ermöglicht. Aktueller Designer für Oyster ist Robert Humphreys. Die Modellpalette reicht von 56 ft (17,1 m) bis zu stolzen 122 ft (37,2 m).

### Besitzverhältnisse und Beinahe-Liquidation
2008 wurde die Firma für rund 70 Millionen Pfund an die private Firma Balmoral Capital verkauft. Diese verkaufte sie 2012 für lediglich 15 Millionen Pfund an die holländische Investorengruppe HTP Investments BV.
Am 4. Juli 2015 verlor die praktisch neue Oyster 825 Polina Star III vor der spanischen Mittelmeerküste ihren Kiel aufgrund eines schweren Konstruktionsfehlers und sank. Obwohl sich die Crew in die Rettungsinseln retten konnte und niemand ernsthaft verletzt wurde, war der Reputationsschaden für die Werft enorm. Da die Yacht in relativ seichtem Wasser gesunken war, war es möglich, sie und den Kiel zu bergen. Dadurch war eine eingehende Untersuchung des Vorfalles möglich und der Konstruktionsfehler konnte eindeutig identifiziert werden. Obwohl mit dem Untersuchungsergebnis alles unternommen wurde, die anderen 4 Yachten, deren Kiele nach dem gleichen Verfahren hergestellt worden waren, sofort zurückzurufen und zu reparieren, war der Ruf dahin und die Aufträge gingen signifikant zurück.
Obwohl durch die Präsentation neuer Modelle bis 2017 die Auftragslage wieder rekordmäßig hoch war, entschieden sich die holländischen Aktionäre im Januar 2018 überraschend dazu, kein Geld mehr zu investieren um den Liquiditätsengpass zu überbrücken. Dem Vorstand blieb daher nur die Option, eine Insolvenzverwaltung zu beantragen.
Am 20. März 2018 gelang es dem Insolvenzverwalter, mit Richard Hadida einen neuen Investor zu finden, der die Firma übernahm. Hadida ist Computerspielemogul und segelt selber eine Oyster. Seither zeigen die Zahlen wieder nach oben, und es ist die erklärte Absicht Hadidas, möglichst viele der ehemals 420 Angestellten wieder beschäftigen zu können, um durch ihr Know-how die hohe Qualität der Yachten von Oyster beizubehalten und weiter zu verbessern.

### Neustart
Am 15. Mai 2018 wurde das Werk in Wroxham wieder eröffnet und Oyster begann, die noch bestehenden Aufträge zu erfüllen. 50 der zwischenzeitlich entlassenen Schiffsbauer konnten sofort wieder eingestellt werden.

## Marke
Oyster ließ fast alle Modelle in Großbritannien fertigen. Einige wenige Modellreihen wurden in Neuseeland und der Türkei gebaut. Obwohl die Firma initial vorwiegend Yachten vermittelte und höchstens den Endausbau selber durchführte, verfolgt die Firma mittlerweile die Strategie, möglichst alles selber oder zumindest in der Umgebung fertigen zu lassen. Seit 2019 werden sogar die Rümpfe in der eigenen Fabrik laminiert.

## Oyster World Rally
Die Oyster World Rally ist eine von Oyster für seine Kunden organisierte, 2 bis 3 Jahre dauernde Weltumsegelung. Alle Besitzer von Oyster-Schiffen sind eingeladen, gemeinsam die Welt zu besegeln, entlang einer von Oyster geplanten und organisierten Route.
Oyster ist die einzige Yachtfirma, die exklusiv für ihre Kunden eine Weltumsegelung organisiert.

## Modellpalette

### Segelyachten
Liste aktueller und ehemaliger Modelle. Fettgedruckte Modelle werden derzeit (2020) angeboten.
| Modell                  | Baujahre  | Designer        | Anzahl | Bemerkungen                                          |
| ----------------------- | --------- | --------------- | ------ | ---------------------------------------------------- |
| UFO 34                  | 1974-19XX | Holman und Pye  | +100   | Aft Cockpit Cruiser/Racer                            |
| Oyster 26               | 1978–1981 | Holman und Pye  | 47     | Aft Cockpit Cruiser/Racer                            |
| SJ35                    | 1983–1985 | Stephen Jones   | 27     | IOR ¾ Tonner                                         |
| Oyster Mariner 35       | 1979–1982 | Holman and Pye  | 20     | Ketsch mit Mittelcockpit                             |
| Oyster Heritage 37      | 1984–1989 | Holman and Pye  | 32     | Pilot house                                          |
| Oyster 37               |           | Holman and Pye  |        | IOR One Tonner                                       |
| Oyster Lightwave 395    | 1988–1990 | Carl Schumacher | 31     |                                                      |
| Oyster 39               | 1978–1984 | Holman und Pye  | 43     | Ketsch mit Mittelcockpit                             |
| Oyster 406              | 1986–1990 | Holman and Pye  | 35     | Mehrere Versionen                                    |
| Oyster SJ41             | 1980–1987 | Stephen Jones   | 33     | IOR One Tonner                                       |
| Oyster 42               | 1996–2002 |                 | 7      | Decksaloon und Heckcockpit                           |
| SJ43                    |           |                 |        |                                                      |
| Oyster 435              |           |                 |        |                                                      |
| Oyster 45               | 1996–2004 | Holman und Pye  | 23     |                                                      |
| Oyster HP46             | 1981–1990 | Holman und Pye  | 25     | Als Ketsch oder Sloop                                |
| Oyster 46               | 2005–2012 | Rob Humphreys   | 29     |                                                      |
| Oyster 47               | 2000–2004 | Holman und Pye  | 13     | Modifizierte Oyster 45                               |
| Oyster 475              | 2012–2019 | Rob Humphreys   | 7      |                                                      |
| Oyster 48 Lightwave     | 1987–1991 | Carl Schumacher | 19     |                                                      |
| Oyster HP49 Pilot House | 1991–1997 | Holman & Pye    | 9      |                                                      |
| Oyster 49               | 2001–2007 | Rob Humphreys   | 15     |                                                      |
| Oyster 53               | 1999–2008 | Rob Humphreys   | 52     | Spätere Modelle in Neuseeland durch McDell gefertigt |
| Oyster 54               | 2008–2013 | Rob Humphreys   | 21     |                                                      |
| Oyster 545              | 2014–2016 | Rob Humphreys   | ~8     | Restyled 54                                          |
| Oyster HP53/55          | 1986-19XX | Holman & Pye    | 49     | 3 als Ketsch, etwa 46 als Sloop                      |
| Oyster 56               | 1998–2010 | Rob Humphreys   | 75     |                                                      |
| Oyster 565              | 2019 –    | Rob Humphreys   |        | >3                                                   |
| Oyster 575              | 2011–2018 | Rob Humphreys   | 46     |                                                      |
| Oyster 595              | 2019–     | Rob Humphreys   |        | Konzept                                              |
| Oyster 61               | 1995–2000 | Holman und Pye  | 14     |                                                      |
| Oyster 62               | 20??–2010 | Rob Humphreys   | 22     |                                                      |
| Oyster 625              | 2011–2019 | Rob Humphreys   | 21     |                                                      |
| Oyster 655              | 2007–2010 | Rob Humphreys   | 17     |                                                      |
| Oyster 665              | 2014      | Rob Humphreys   | 1      | Spezialanfertigung einer 655                         |
| Oyster 66               |           | Rob Humphreys   | 13     |                                                      |
| Oyster 675              | 2017 –    | Rob Humphreys   | 3      |                                                      |
| Oyster 68               |           | Holman and Pye  | 10?    |                                                      |
| Oyster HP68             |           |                 |        |                                                      |
| Oyster 70               | 1996–1999 |                 | 4      |                                                      |
| Oyster 72               |           | Rob Humphreys   |        |                                                      |
| Oyster 725              |           | Rob Humphreys   | 3      |                                                      |
| Oyster 745              | 2018 –    | Rob Humphreys   | >3     |                                                      |
| Oyster 80               |           |                 | 2      |                                                      |
| Oyster 82               |           | Rob Humphreys   | 18     |                                                      |
| Oyster 825              | 2002–2017 | Rob Humphreys   | 7      | Mehrere Versionen                                    |
| Oyster 885              | 2o12–2019 | Rob Humphreys   | 10     |                                                      |
| Oyster 885 Series 2     | 2019 –    |                 |        | Auch als 895                                         |
| Oyster 100              | 2010–2012 | Ed Dubois       | 3      | Built by RMK Marine in Turkey                        |
| Oyster 1225             | 2018 –    | Rob Humphries   | >1     |                                                      |
| Oyster 125              | 2013      | Ed Dubois       | 1      |                                                      |

### Motoryachten
| Modell        | Baujahre  | Designer     | Anzahl | Bemerkungen               |
| ------------- | --------- | ------------ | ------ | ------------------------- |
| Powerline 390 | 1990–1991 | John Bennett | 11     | Basiert auf der Humber 38 |
| LD43 / OM43   |           |              | 20     |                           |